# Phyllophaga submucida
Phyllophaga submucida är en skalbaggsart som beskrevs av Horn 1887. Phyllophaga submucida ingår i släktet Phyllophaga och familjen Melolonthidae. Inga underarter finns listade i Catalogue of Life.